# 枇杷島駅

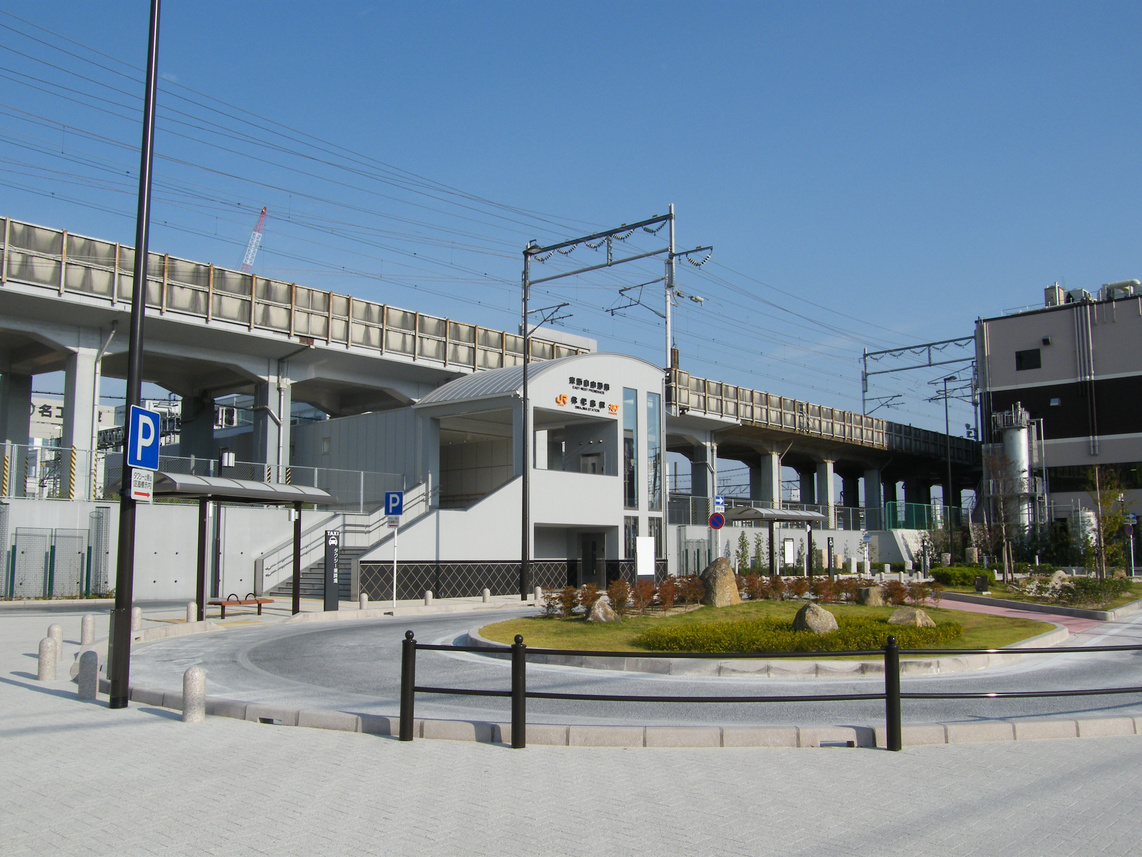
西口（2009年10月）

枇杷島駅（びわじまえき）は、愛知県清須市西枇杷島町七畝割（ななせわり）にある、東海旅客鉄道（JR東海）・JR東海交通事業（TKJ）の駅である。JR東海の東海道本線とTKJ（JR東海交通事業）の城北線が乗り入れる接続駅となっており、後者は当駅が終点である。東海道本線の駅番号はCA69。
東海道本線の運行形態の詳細は「東海道線 (名古屋地区)」を参照。

## 歴史
- 1886年（明治19年）
  - 4月1日：官設鉄道（のちの国鉄→JR）が熱田駅から延伸した際の終着である清洲駅（初代）として、現在地から3.8km離れたところに開業[1]。
  - 5月1日：官設鉄道が当駅から一ノ宮駅（現在の尾張一宮駅）まで延伸し、途中駅となる。
- 1891年（明治24年）10月28日：濃尾地震により本屋が全壊する[6][7]。
- 1895年（明治28年）4月1日：線路名称が制定され、東海道線（1909年に東海道本線に改称）の所属となる。
- 1906年（明治39年）4月16日：現在の場所に移転し、枇杷島駅に改称する[1]。
- 1980年（昭和55年）10月1日：専用線発着を除く貨物の取扱を廃止する[3]。
- 1985年（昭和60年）3月14日：荷物の取扱を廃止する[3]。
- 1987年（昭和62年）4月1日：国鉄分割民営化により東海旅客鉄道（JR東海）と日本貨物鉄道（JR貨物）の駅となる[3]。
- 1993年（平成5年）3月18日：東海交通事業（TKJ、現在のJR東海交通事業）城北線が尾張星の宮駅から延伸し、当駅に乗り入れる[8]。
- 1995年（平成7年）12月1日：大阪セメント専用線が廃止される。
  - 大阪セメントのセメント包装所への専用線があり、セメント輸送貨物列車が到着していた。
- 2000年（平成12年）2月14日：自動改札機を設置し、供用開始[9]。
- 2006年（平成18年）
  - 4月1日：JR貨物の駅が廃止され、貨物の取扱いが終了する[10]。
  - 11月25日：ICカード「TOICA」の利用が可能となる（JR東海のみ）。
- 2008年（平成20年）12月13日：橋上駅舎の使用を開始する[11]。
  - これに伴い駅の東側にも出入口が設置される[11]。
- 2024年（令和6年）
  - 1月31日：JR全線きっぷうりばの営業を終了[12]。
  - 2月1日：サポートつき指定席券売機の設置[4][5]と同時に、お客様サポートサービス導入に伴い無人化[4][5]。

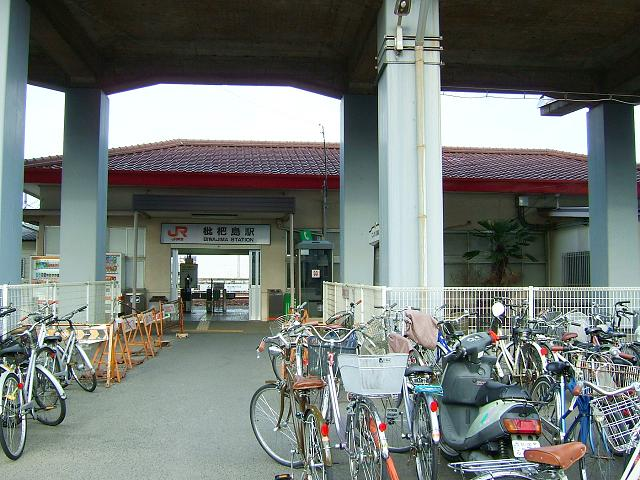
新幹線高架下の旧駅舎（2005年3月）
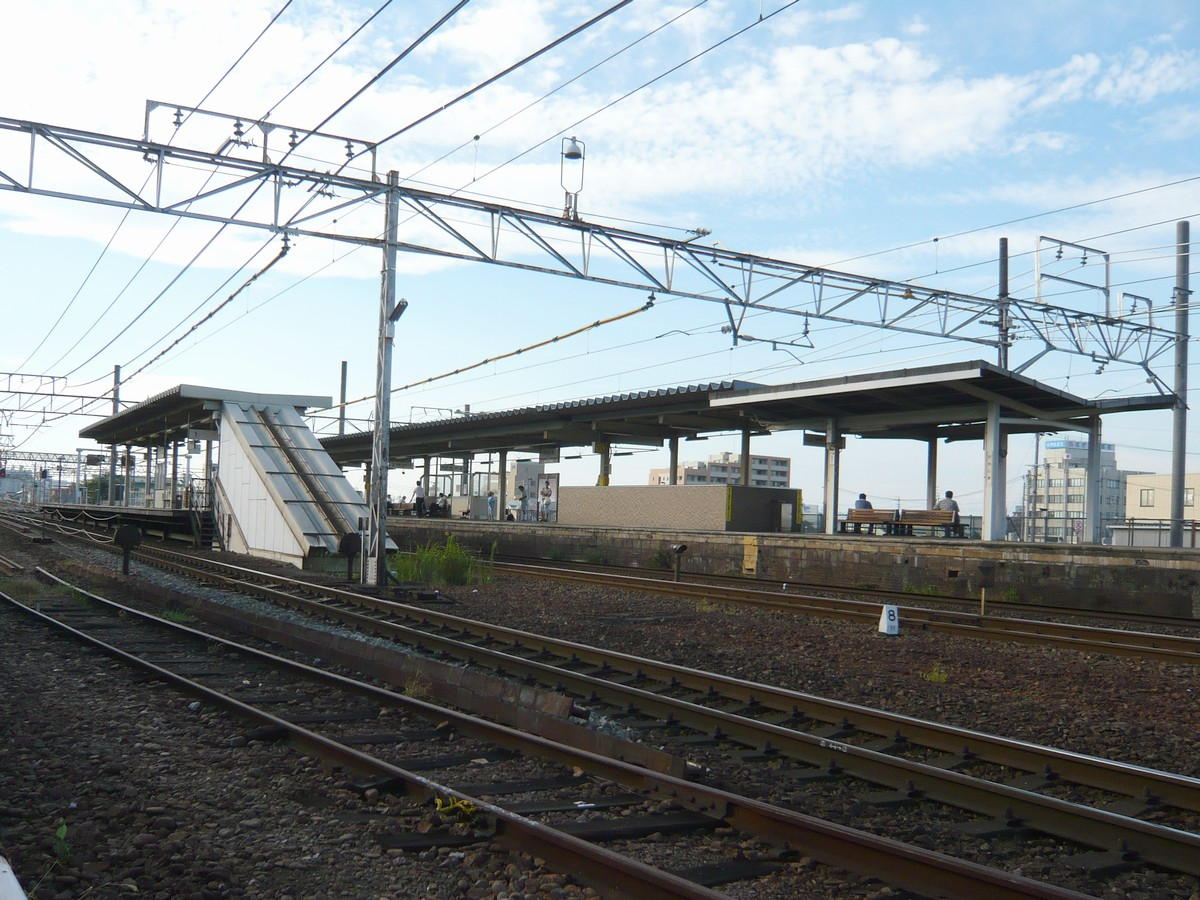
旧駅舎時代のホーム（2007年8月）

## 駅構造
島式ホーム2面4線を持つ地上駅である。2社の共同使用駅であり、改札を共用している。TKJ城北線用の短いホームは、名古屋駅と稲沢駅を結ぶJR東海の貨物線「稲沢線」の本線上に設けられていることから、貨物列車の運転状況によって発着番線が変わる。また、構内北側の稲沢線から、東海道新幹線の高架の下を潜る保線車両留置線が分岐している。城北線のホームは東海道本線のホームより短いが、列車の編成（全列車単行運転）に対してやや長めに造られている。城北線ホームを通るJRの列車はほとんどが貨物列車又は下りの回送列車である。
2008年（平成20年）12月に橋上駅舎が完成し、東西自由通路が設置され、駅の東側に駅前広場が新設された。また、2009年（平成21年）3月に駅西側の駅前広場が整備された。なお、かつての地上駅舎は、駅の西側を通るJR東海東海道新幹線の高架下に設置されていた。
駅設備はJR東海が保有し、お客様サポートサービスを導入している無人駅である。2024年1月末までは、JR東海名古屋駅の管理下でTKJに業務委託されており、実際の業務はTKJ社員が行っていた（JRの駅としては業務委託駅であった）。その一方でTKJは城北線駅務部門自体を持っておらず、自社社員が配置されながらTKJ線の団体乗車券などの発売は行っていなかった。
TKJ線を枇杷島駅で下車する際、運転士に乗車券・運賃を手渡し、引換に運転士から改札機対応（磁気券）の降車証明書を受け取る。JR線に乗り換える場合は、JRの車掌から目的地までの乗車券を購入するか、下車駅の窓口で枇杷島駅からの運賃を支払う。
JR東海の近距離用自動券売機・サポートつき指定席券売機・TOICAチャージ機・自動改札機などが設置されている。
TKJ線では交通系ICカードは使用できず、乗り換え用の簡易改札機の設置もないため、ICカードでJR線を乗車してきた場合のTKJ線乗り換えでは、一旦改札外に出場し、TKJ線の乗車券を求めた上で改めて改札内に入場することになる。逆の場合は降車証明書を使用して一旦改札外に出場し改めてICカードで改札内に入り直すか、下車駅で駅係員に入場処理と出場処理の両方をしてもらう形になる。

### のりば
| 番線 | 路線             | 方向 | 行先             |
| ---- | ---------------- | ---- | ---------------- |
| 1・2 | 〓 TKJ 城北線    | -    | 勝川方面         |
| 3    | CA JR 東海道本線 | 下り | 岐阜・大垣方面   |
| 4    | CA JR 東海道本線 | 上り | 名古屋・岡崎方面 |

（出典：JR東海:駅構内図）

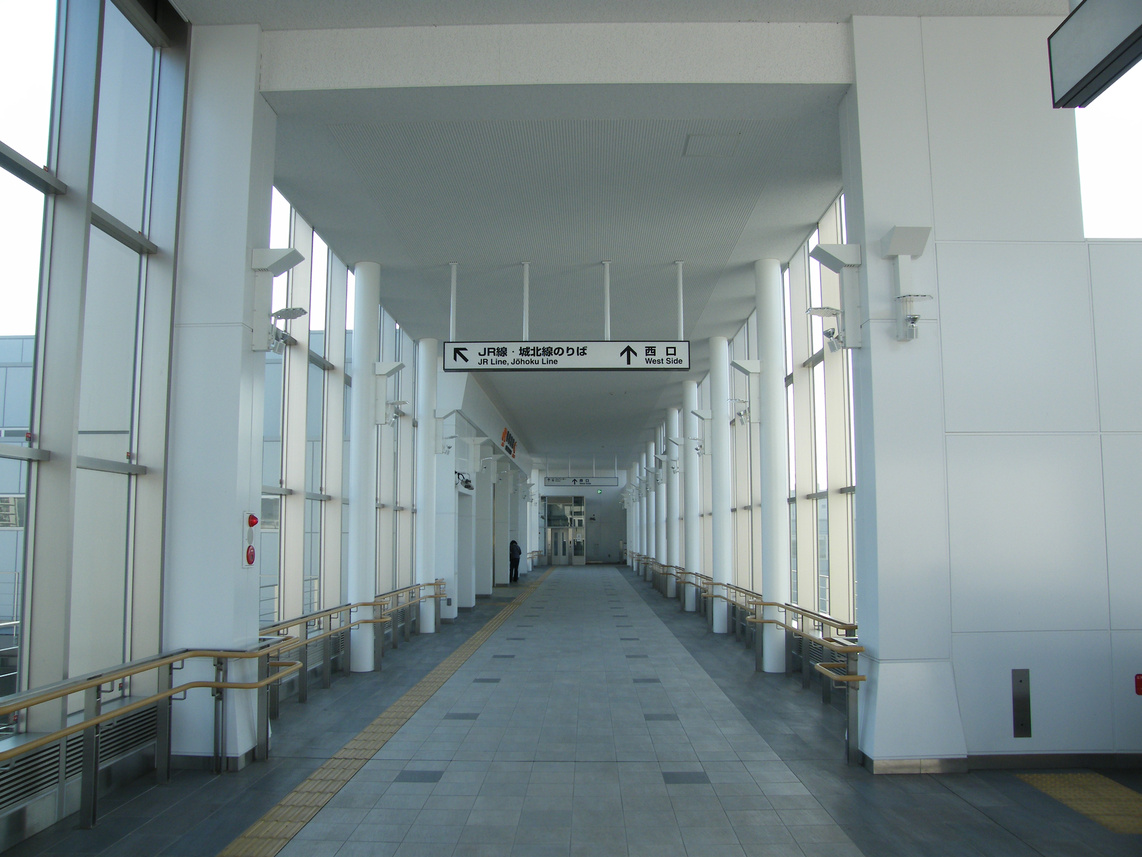
東西自由通路（2009年10月）
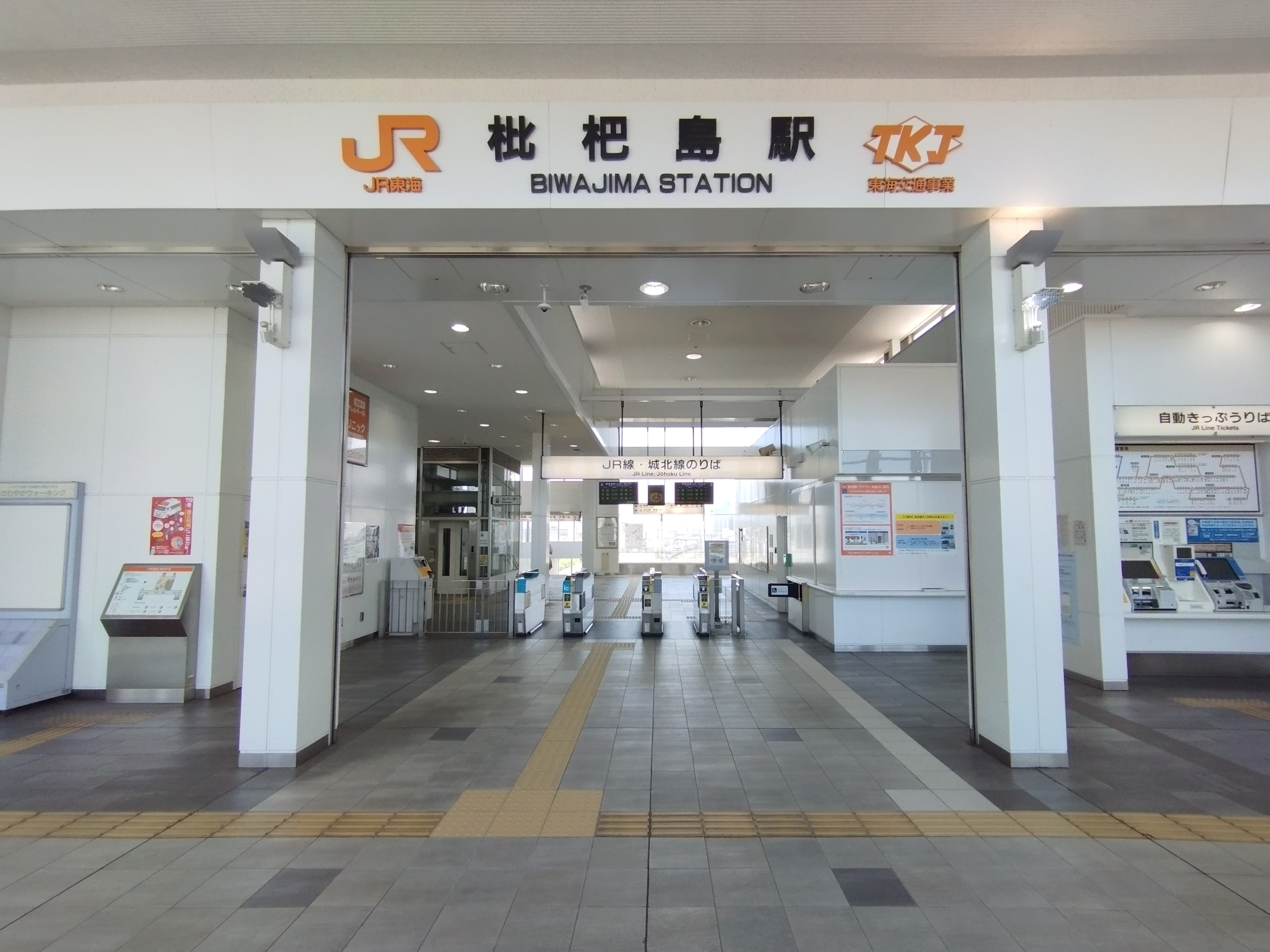
改札口（2024年5月）
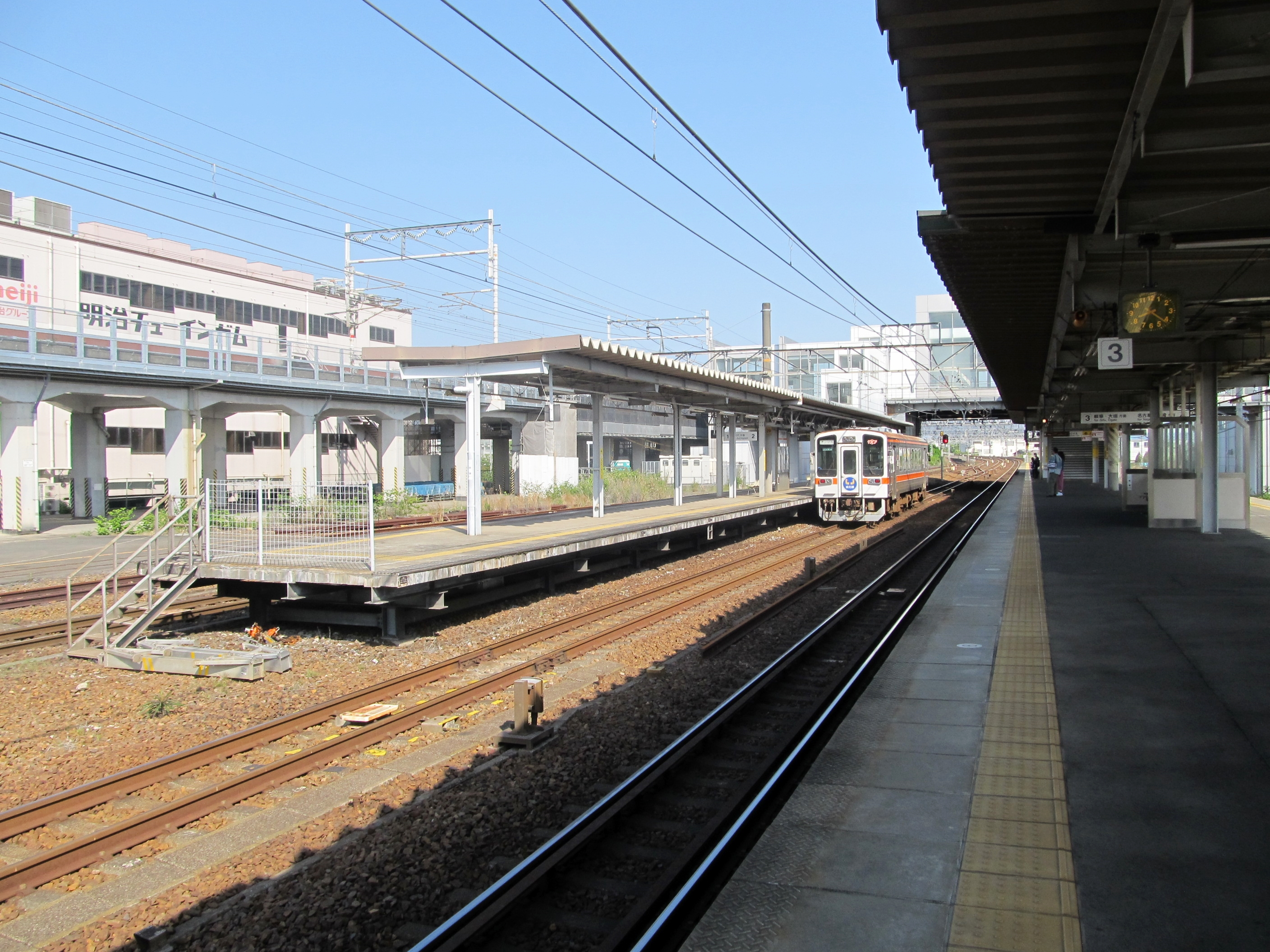
ホーム（2022年5月）
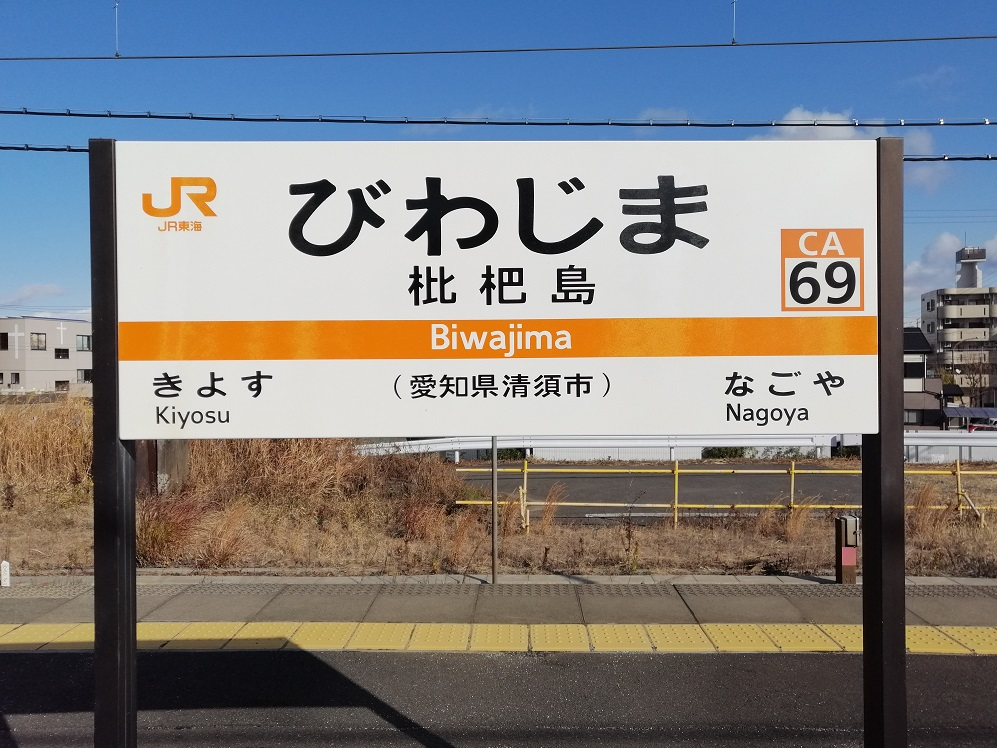
JR駅名標（2020年12月）
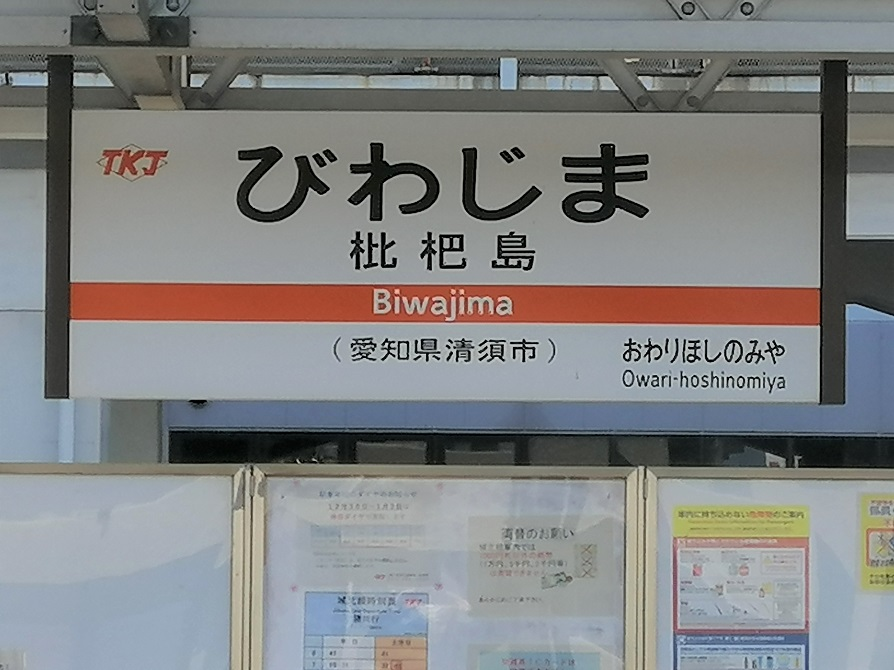
TKJ駅名標（2020年12月）

## 駅周辺
名古屋駅の隣駅ではあるが、庄内川を越え、駅間が4 kmも離れているため、閑静な住宅街になっている。
キリンビール名古屋工場見学者用定時運行バスの停留所が西口を出たところの道路沿いにあったが、2020年（令和2年）1月8日より東口ロータリー内に移設された。
この駅付近の主要道路は、愛知県道67号名古屋祖父江線、愛知県道190号名古屋一宮線（岐阜街道、鮎鮨街道）である。

### 主な施設
| - 西枇杷島警察署 - 清須市役所 西枇杷島庁舎 - 名工建設 名古屋支店 - 三菱重工冷熱空調事業本部・中部支社 - 明電舎 名古屋事業所 - 明治チューインガム - 東海染工 名古屋事業所 - コロンバン 名古屋支店 | - CoCo壱番屋 西枇杷島店（CoCo壱番屋の一号店） - 壱番屋記念館 - アオキスーパー 西枇杷島店 - 枇杷島郵便局 - 名古屋鉄道（名鉄） - 名古屋本線 西枇杷島駅（徒歩で約10分） - 名古屋本線 二ツ杁駅（徒歩で約10分） - 犬山線 下小田井駅（徒歩で約15分） |

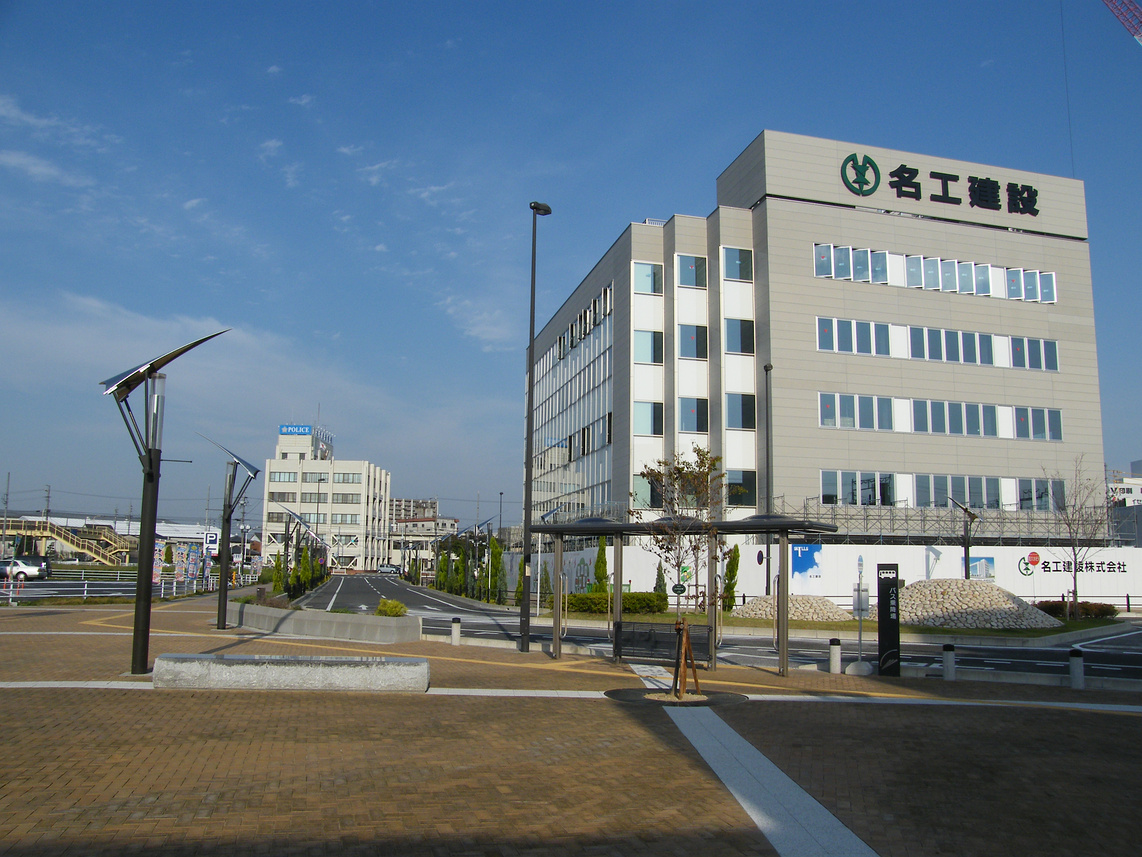
東口駅前ロータリー

## 隣の駅
東海旅客鉄道（JR東海）
CA 東海道本線
■特別快速・■新快速・■快速・■区間快速
通過
■普通
名古屋駅 (CA68) - 枇杷島駅 (CA69) - （五条川信号場） - 清洲駅 (CA70)
JR東海交通事業（TKJ）
〓 城北線
尾張星の宮駅 - 枇杷島駅